# Мандрівний моряк
Мандрівний моряк (англ. Traveling Salesman) — американська кінокомедія Джозефа Енабері 1921 року з Роско Арбаклом в головній ролі. Фільм вважається втраченим.

## У ролях
- Роско ’Товстун’ Арбакл — Боб Блейк
- Бетті Росс Кларк — Бети Еліот
- Френк Холленд — Франклін Роуз
- Вілтон Тейлор — Мартін Друрі
- Люсіль Ворд — місіс Беббіт
- Джим Блекуелл — Джуліус
- Річард Вейн — Тед Ваттс
- Джордж С. Пірс — джон Кімбол
- Роберт Дадлі — Пірс Гілл
- Гордон Роджерс — Біл Краб